# Dharakot
Dharakot o Dharakote fou un estat tributari protegit del tipus zamindari. Estava situat a uns 12 km al nord-oest d'Aska al riu Rushikulya, al districte de Ganjam de la presidència de Madras. La superfície era de 323 km² i la població el 1881 de 31.691 habitants repartits en 188 pobles. Administrativament estava format per tres subdivisions: Jahada amb 85 pobles; Kunanogodo amb 37 pobles; i Sahasrango amb 66. Pagava una peshkash o renda al govern de 2496 lliures.
Antigament formà part de l'estat Khidsinghi o Soroda del que també formaven part les comarques veïnes de Surada, Bodogoda i Sergada; aquest estat fou format pels reis Gajapati d'Orissa al segle XII. El 1476 el sobirà de la dinastia de Khidsinghi va dividir els seus territoris entre quatre fills, un dels quals, Hadu Singh, va rebre Dharakot.

## Llista derajàs
- Raja HADU SINGH 1476-1540
- Raja RAI SINGH 1540-1602
- Raja NARAYAN SINGH 1602-1647
- Raja PURUSHOTTAM SINGH 1647-1699
- Raja RAM CHANDRA SINGH 1699-1731
- Raja JAI SINGH 1731-1748
- Raja RAJENDRA SINGH 1748-1780
- Raja DAMODAR SINGH 1780
- Raja KRUSHNA SINGH 1780-1788
- Raja JAGANATH SINGH 1788-1830
- Raja RAGHUNATH SINGH 1830-1863
- Raja BRAJA SUNDAR SINGH 1863-1880
- Raja MADAN MOHAN SINGH DEO 1880-1937
- Raja BRAJKISHORE SINGH DEO 1937-1938
- Raja PADMANABH SINGH DEO 1946-1949 (+1974)